# Fouga
Fouga (também conhecida como Air Fouga) foi uma indústria aeroespacial francesa que construiu aeronaves civis e militares, fundada por Gaston Fouga em Béziers, em 1920. Originalmente se especializando em manutenção de material rodante ferroviário, a empresa se tornou notada pelas aeronaves que produziu em sua planta em Aire-sur-l'Adour.
Seu produto de maior sucesso foi o CM.170 Magister, uma aeronave de treinamento militar a jato, derivada da experiência da companhia com a produção de planadores. Muitas das suas características, como as longas asas trapezoidais, refletiam as origens da companhia no voo a vela. Em maio de 1958, a Fouga foi adquirida pela companhia francesa Potez; as antigas instalações da companhia em Toulouse ainda são utilizadas pela Airbus Group.

## História
Em 1920, a companhia foi estabelecida por Gaston Fouga, sendo sediada na cidade de Béziers, na Occitânia, sul da França. Inicialmente, as operações da Fouga eram no mercado ferroviário.
Em 1936, a Fouga iniciou a produção aeronáutica, usando projetos adquiridos do engenheiro aeronáutico Pierre Mauboussin, que foi recrutado pela empresa, além de apoio técnico de engenheiros da Breguet Aviation. Mauboussin foi acompanhado por Robert Castello, vindo da Dewoitine. Mauboussin e Castello tomaram um papel de liderança na companhia, a ponto que vários dos primeiros projetos da Fouga foram referidos como "Castel-Mauboussin". Até as aeronaves mais modernas da fabricante receberam a designação "CM", baseado nas iniciais de Castello e Mauboussin.
A Fouga desenvolveu múltiplos projetos de aeronaves militares para a França durante a após a Segunda Guerra Mundial. O planador militar CM.10, um desses projetos, era capaz de carregar 35 pessoas, sendo especificamente projetado para o Exército Francês. Provas de voo com o CM.10 tiveram resultados mistos, o primeiro protótipo teve um acidente em 5 de maio de 1948, enquanto era voado no CEV Brètigny. Uma encomenda de 100 unidades foi feita com a Fouga, mas acabou sendo cancelada após cinco unidades construídas.

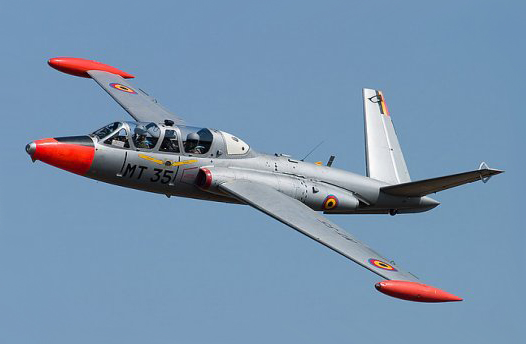
Magister do Componente Aéreo Belga

Durante os anos do pós-guerra, a Fouga continuou trabalhando em seus projetos. Em 1948, começaram a projetar uma aeronave de treinamento utilizando a - na época - nova tecnologia da propulsão a jato. O projeto inicial, designado como CM.130R, foi avaliado pelo Exército do Ar Francês (AdA), que considerou que a aeronave não ter desempenho o suficiente para seus requerimentos. Como resposta, a Fouga aumentou o tamanho da aeronave e a equipou com motores Turbomeca Marboré, sendo criado o CM.170 Magister, sendo adotado pela AdA em 1954 e exportado para inúmeros operadores em todo o mundo, além de ser produzido sob licença na Alemanha Ocidental, Finlândia e Israel.
Em adição ao Magister, o CM.175 Zéphyr também foi produzido, como uma versão embarcada do Magister para a Marinha Francesa. Com o sucesso da família Magister, em 1953, a companhia estabeleceu uma planta em Toulouse para a produção do Magister e suas variantes.
Em maio de 1958, a Fouga e todos seus ativos foram vendidos para a firma aeronáutica francesa Potez; tendo o nome Fouga extinto em 1961. O espólio da Fouga e Potez foi incorporado a Sud Aviation, que foi incorporada à Aérospatiale, que foi fundida à EADS e que tornou a Airbus Group, que ainda opera as antigas instalações da Fouga, em Toulouse.

## Produtos
- Fouga CM.8
- Fouga CM.10
- Fouga CM.88 Gemeaux
- Fouga CM.100
- Fouga CM.130
- Fouga CM.170 Magister
- Fouga CM.171 Makalu
- Fouga CM.173 Super Magister
- Fouga CM.175 Zéphyr
- Potez-Heinkel CM.191